# 上海普天
上海普天郵通科技股份有限公司，簡稱上海普天郵通科技股份、上海普天郵通科技（英語：Shanghai Potevio Company Limited；老三板：400073/420073，简称：上普A5/上普B5；上交所除牌前：600680/900930，简称：*ST上普/*ST沪普B），是一间位于中国上海市的通信设备制造商。该司前身为原中央人民政府郵電部在1951年設立的「华东邮电器材厂」，后来依次易名为「邮电部上海通信设备厂」、「上海通信设备厂」以及中外合資的「上海郵電通信設備股份有限公司」。其主要業務是在上海提供和生產通信和科技產品，董事長為曹宏斌，總裁為郑建华。
该司現時为中國普天信息產業股份有限公司旗下公司，后者持有該公司51.4%股權。
總部位於中國上海市宜山路700號。該公司股份在1993年10月18日和1994年10月20日於上海證券交易所A股（人民幣結算）和B股（美元結算）上市。

## 外部連結
- shpte.potevio.com